# Тарасівка (Тернопільський район)
Тара́сівка — село в Україні, у Збаразькій міській громаді Тернопільського району Тернопільської області.
Розташоване на річці Гнізна, на північному сході району. До 2020 орган місцевого самоврядування — Базаринська сільська рада.
Населення становить — 327 осіб (2007).

## Назва
До 17 століття село називалося Тарасівці. Назва змінилася під впливом тенденції зміни відпатронімних ойконімів на -івці, характерної для 14-17 століть.

## Історія
Перша писемна згадка припадає на 9 липня 1463 року. В цей день у Луцьку три брати – Василь, Семен і Солтан Васильовичі, «отчині і дідичі Збаразькі» (сини князя Василя Федоровича Несвізького) офіційно поділили батьківські маєтки. У цьому документі перераховано переважно більшість сіл Збаражчини (і не тільки), що відійшли князям.
Зокрема, Василю Васильовичу – містечко Збараж і села Опрілівці, Лозова, Охрімівці, Чернихівці, Верняки, Залужжя,  Тарасівка(Тарасівці), Розношинці, Мусорівці, дві Стриївки та інші.
Процитований документ зберігається в архіві князів Любартовичів Сангушків у Славуті (Archiwum książąt Lubartowiczow Sanguszkow w Sławucie. T.1 1366-1506. S.53). 
Великі маєтки у селі належали графу Лементовському, якими розпоряджався орендар Фраєнберґ (жорстока людина, платив наймитам по 70 крейцарів за день). Після від'їзду із села Івана Франка влітку 1902 р. розпочався страйк селян, тривав 2 дні. На 3-й день прибув карний ескадрон солдатів, страйк припинився, почались репресії (арештували Яцка Остапчука, інших селян).
12 червня 2020 року, відповідно до Розпорядження Кабінету Міністрів України від  № 724-р «Про визначення адміністративних центрів та затвердження територій територіальних громад Тернопільської області», село увійшло до складу Збаразької міської громади.
19 липня 2020 року, в результаті адміністративно-територіальної реформи та ліквідації Зборівського району, село увійшло до складу новоутвореного Тернопільського району.

## Пам'ятки
Є церква святого апостола і євангеліста Іоана Богослова (1920, кам'яна), 2 «фіґури».

## Соціальна сфера
Діють ЗОШ 1 ступ., клуб, бібліотека, ФАП, торговельний заклад.

## Відомі люди
- Остапчук Дмитро — активіст Русько-Української радикальної партії, посол Галицького Сейму у 1895—1907 роках, батько Яцка Остапчука
- Яцко (Яків) Остапчук (1873—1961) — активіст Русько-Української радикальної партії.[5]
- Валеня Іван Юрійович — народний депутат України 1-го скликання.

Село відвідував Іван Франко:
- у 1901 році — як представник Русько-Української політичної партії, зупинявся у Дмитра Остапчука.[6]
- у 1902 р. проживав в домі Д.Остапчука (напередодні жнив, під час селянських страйків у Галичині).[7]

## Галерея

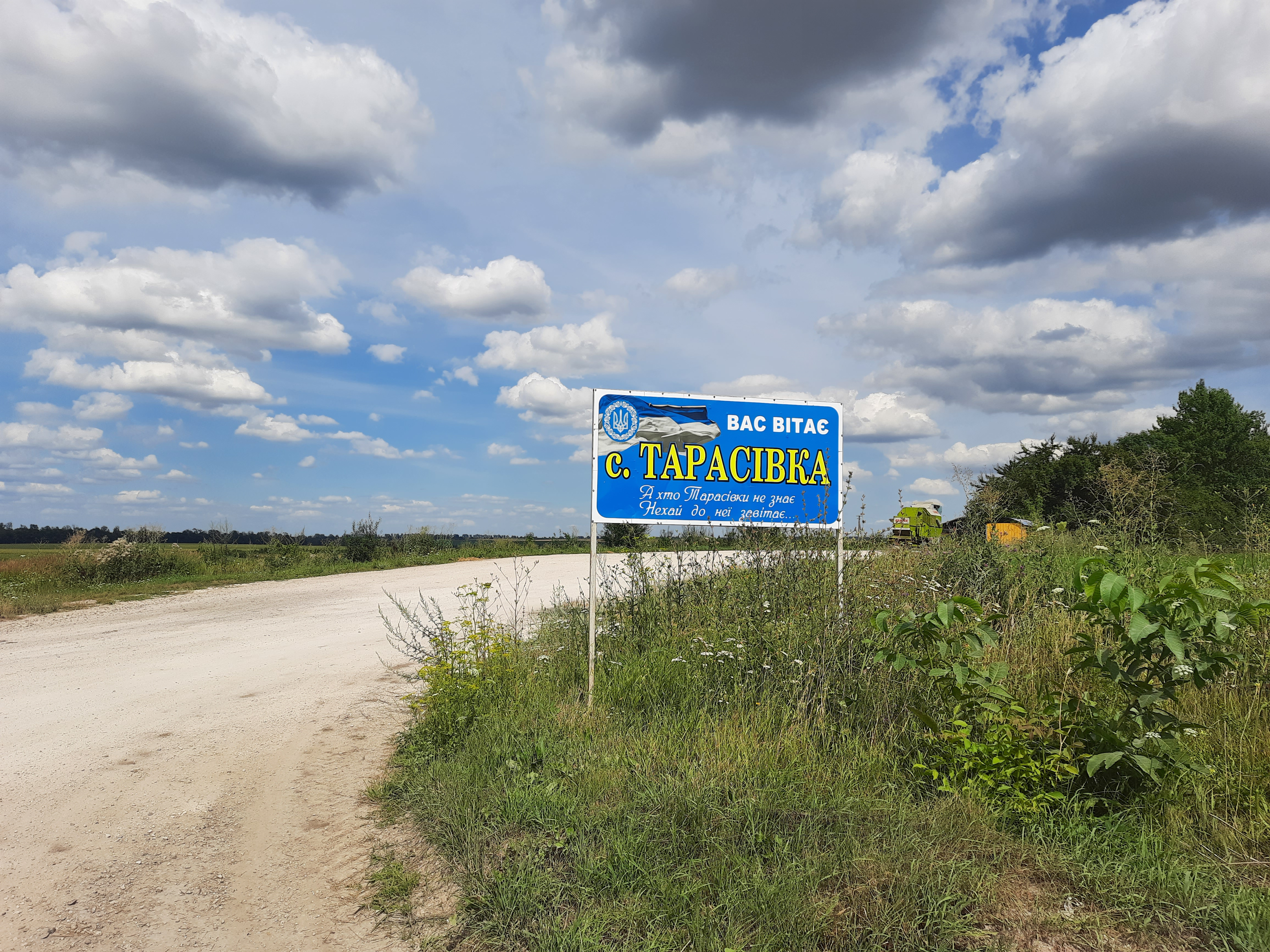
Знак при в'їзді в село
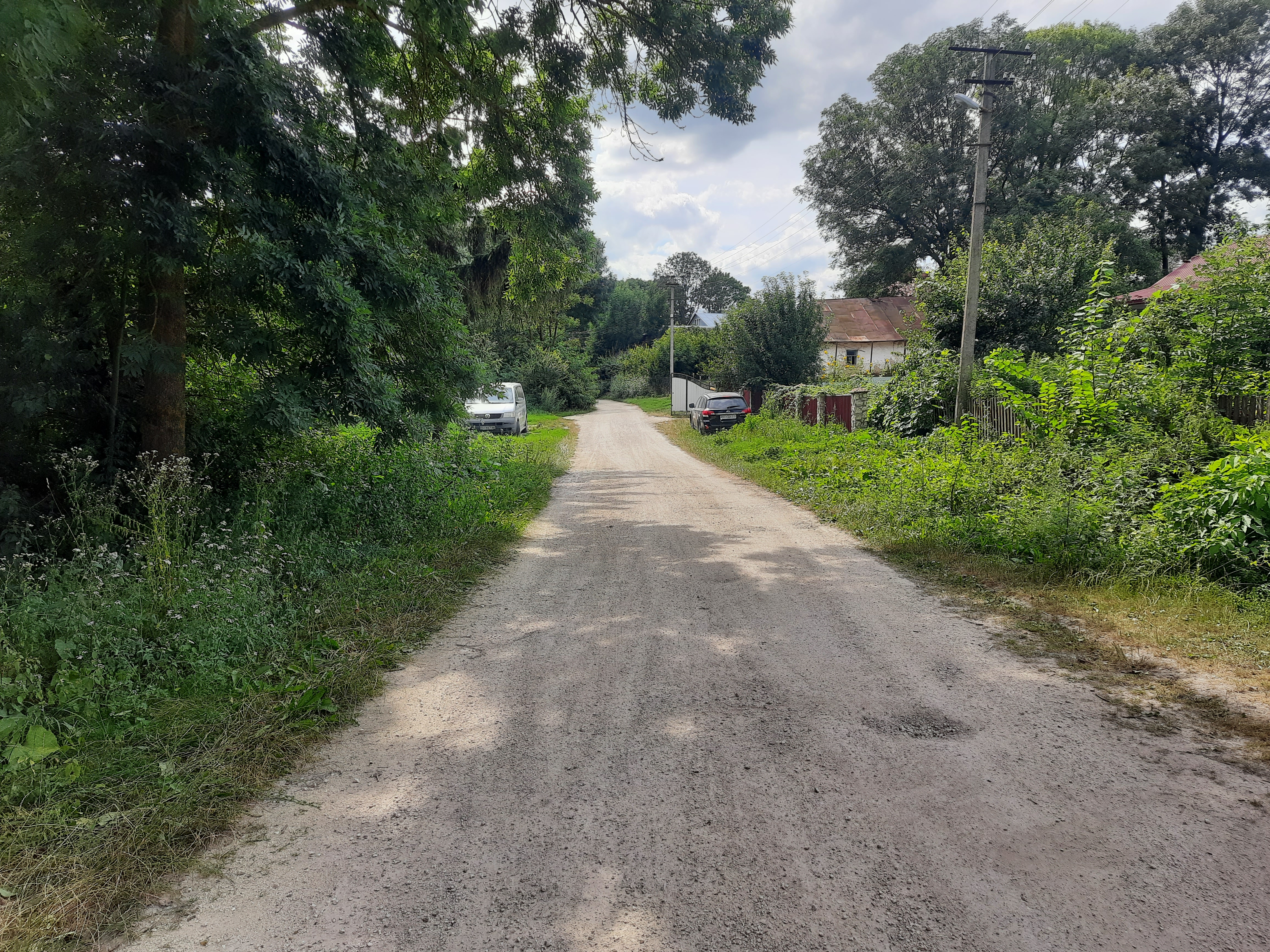
Сільська вулиця
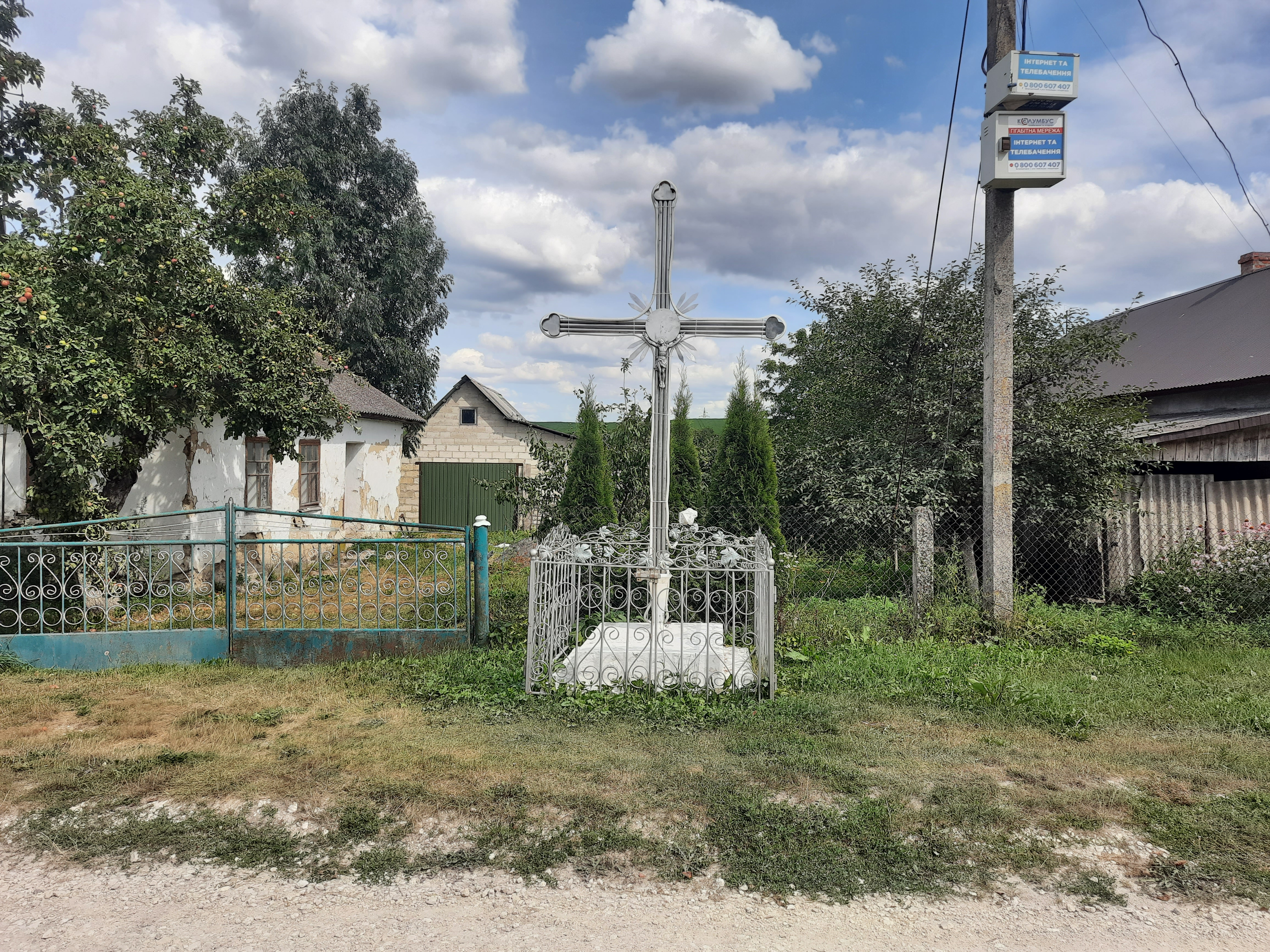
Пам'ятний хрест
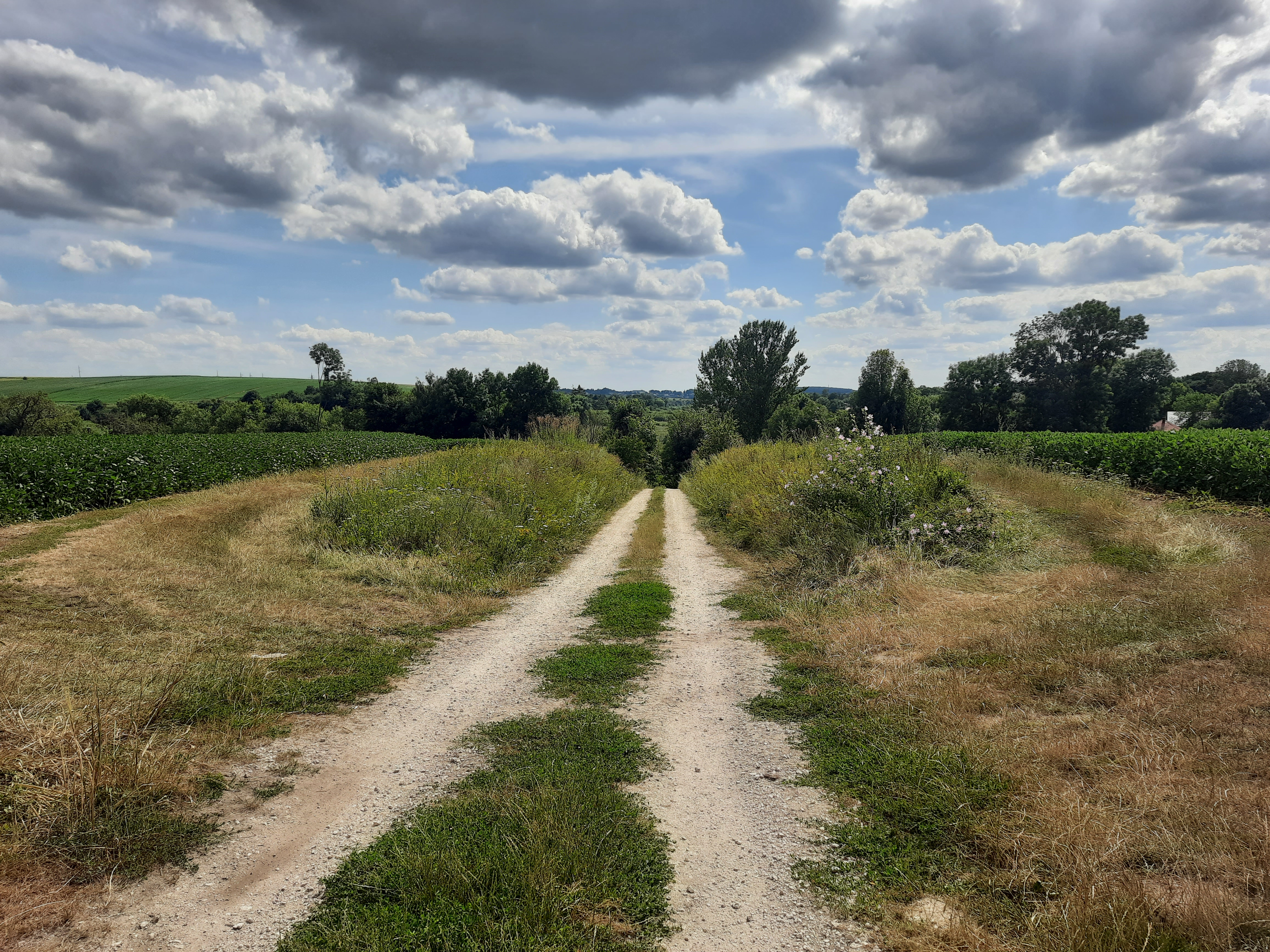
Околиця села